# 北斯拉维地区

北斯拉维专区在西北地区的位置

北斯拉维专区（英語：North Slave Region）是加拿大西北地区5个行政区之一。该区包含7个社区。北斯拉维专区的办公地点设在Behchoko与黄刀镇。

## 社区
- Behchoko
- Dettah
- Gameti
- N'Dilo
- 魏威提（英语：Wekweeti）
- 華提（英语：Whatì）
- 黄刀镇